# Leskea
Leskea (deutsch Leskemoose) ist eine Gattung von Laubmoosen in der Ordnung Hypnales.

## Merkmale
Die Pflanzen sind klein und bilden hellgrüne bis dunkelgrüne oder bräunlichgrüne Rasen. Die Stämmchen sind mehr oder weniger fiederästig verzweigt, die Äste waagrecht bis aufsteigend. Paraphyllien sind nur spärlich vorhanden und sind linealisch bis lanzettlich. Stämmchenblätter und Astblätter sind einander ähnlich, trocken aufrecht oder etwas zurückgebogen, feucht aufrecht abstehend, länglich-eiförmig oder eiförmig-lanzettlich und etwas asymmetrisch. Die Blattränder sind flach oder am Grund zurückgebogen, ganzrandig, an der Spitze manchmal schwach gezähnt. Die Blattrippe endet vor der Blattspitze. Laminazellen sind oben unregelmäßig quadratisch bis sechsseitig, dickwandig und 4 bis 11 Mikrometer groß. Sie sind glatt oder besitzen ein oder zwei Papillen. In der Mitte des Blattgrundes sind die Zellen etwas länger.
Die Arten sind autözisch (Antheridien und Archegonien an verschiedenen Ästen derselben Pflanze). Die Seta ist 4 bis 12 Millimeter lang, die zylindrische Kapsel ist aufrecht bis geneigt, der Deckel kegelförmig. Das Peristom ist doppelt, wobei die Zähne des äußeren trocken nach innen gekrümmt, die des inneren aber gerade sind. Die glatten bis sehr fein papillösen Sporen messen 9 bis 18 Mikrometer.

## Systematik
Zur Gattung Leskea werden weltweit 24 Arten gezählt. Sie sind vorwiegend in den gemäßigten Zonen Asiens und Nordamerikas verbreitet. Darüber hinaus gibt es Vorkommen in Europa, Zentral- und Südamerika und in Afrika.
In Europa ist die Gattung nur mit einer Art vertreten:
Leskea polycarpa, Vielfrüchtiges Leskemoos.
Weitere Arten sind
- Leskea angustata Taylor
- Leskea catenularia (Müll. Hal.) Broth.
- Leskea filivaga (Müll. Hal.) Broth.
- Leskea laeviseta (Crome) Schultz
- Leskea montanae (Bryhn) Grout
- Leskea obscura Hedw.
- Leskea tamariscina (Hedw.) Mitt.
- Leskea tenuirostris (Schwägr.) Hook. ex Hampe
- Leskea viticulosa (Hedw.) Spruce